# Ernesto Caballero de las Heras

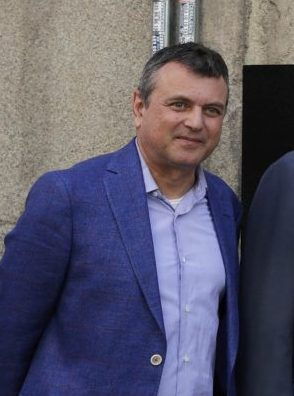
Ernesto Caballero en el homenaje a María Guerrero en el 150 aniversario de su nacimiento.

Ernesto Caballero de las Heras (Madrid, España, 1958) es un dramaturgo, director de escena, profesor y gestor de compañía teatral español. Heredero directo de la primera generación de autores y directores de la Transición española, su trayectoria profesional se caracteriza por sumar a su principal faceta, la de director y escritor, un profundo dominio de todos los oficios que constituyen el hecho teatral. Merecedor de varios premios y elogiado por la crítica, tanto profesional como del público, fue elegido director del Centro Dramático Nacional (teatro nacional de España) en octubre de 2011. Mantuvo el cargo hasta el 31 de diciembre de 2019.

## Trayectoria profesional
Cursó estudios de Letras en la Universidad Complutense de Madrid. En 1983, se graduó en Interpretación en la Real Escuela Superior de Arte Dramático (RESAD) donde se inició en la dirección de la mano de José Estruch, a su vez discípulo de Margarita Xirgu en Uruguay. Al salir de la RESAD, fundó con un grupo de compañeros de promoción la compañía independiente «Producciones Marginales», caracterizada por su compromiso con la dramaturgia contemporánea y un funcionamiento interno en el que lo colectivo prevalece sobre jerarquizadas estructuras piramidales. Fue uno de los miembros fundadores de la revista Teatra, y fue profesor titular de interpretación en la RESAD desde 1991. En 1998, fue director asociado del teatro de La Abadía, Madrid.
Ha escrito cerca de cincuenta obras de teatro, casi todas estrenadas, entre las que destacan Squash, Auto, Santiago (de Cuba) y cierra España, Un busto al cuerpo, Sentido del deber, Te quiero... muñeca, Pepe el romano y En la roca.
En su trabajo como director hay que subrayar la extensa lista de títulos de autores españoles actuales que ha puesto en escena: textos de Alfonso Plou, Paloma Pedrero, Dulce Chacón, Carmen Rico Godoy, Alfonso Zurro, Juan Mayorga, Ignacio del Moral y José Ramón Fernández han sido llevados a escena de su mano. Pertenece a una promoción de autores cultivadores del metateatro, como Paloma Pedrero (1957), Ignacio del Moral (1957), Jorge Márquez (1958) y María Manuela Reina (1958).
Otros montajes destacados en su labor como director de escena han sido:
- Eco y Narciso, de Calderón de la Barca
- Brecht cumple cien años, sobre textos de Bertolt Brecht
- Las amistades peligrosas, de Christopher Hampton
- El señor Ibrahim y las flores del Corán, de Éric-Emmanuel Schmitt para el Centro Dramático Nacional
- He visto dos veces el cometa Halley, espectáculo homenaje a la figura del poeta Rafael Alberti
- Sainetes, de Ramón de la Cruz y La comedia nueva, de Leandro Fernández de Moratín para la Compañía Nacional de Teatro Clásico
- Las visitas deberían estar prohibidas por el Código Penal, sobre textos de Miguel Mihura, para el Centro Dramático Nacional
- Presas, de Ignacio del Moral y Verónica Fernández
- En esta vida todo es verdad y todo mentira, de Calderón de la Barca, con la Compañía Nacional de Teatro Clásico.
- La colmena científica o El café de Negrín, de José Ramón Fernández, montaje coproducido por la Residencia de Estudiantes y el Centro Dramático Nacional, y con el que se inauguró en 2011 el nuevo teatro Juan del Encina en Salamanca.[4]

Como director de la compañía Teatro El Cruce, en los últimos años ha puesto en escena y llevado de gira por todo el territorio nacional los espectáculos Auto, de su autoría; La tortuga de Darwin, de Juan Mayorga; La fiesta de los jueces, basada en El cántaro roto de Heinrich von Kleist y Santo, que se estrenó en el Teatro Español de Madrid y en el que compartió el trabajo de dramaturgia con Ignacio del Moral e Ignacio García May.
El trabajo de Ernesto Caballero como director responde a muchas de las claves que aparecen también en su producción dramática: la misma insistencia en la temática social y la misma búsqueda de los límites entre el escenario y la realidad.
En octubre de 2011, el Consejo Artístico del Teatro del Ministerio de Cultura de España lo eligió por unanimidad director del Centro Dramático Nacional, entre catorce candidatos. Se incorporó al cargo el 1 de enero de 2012 por un periodo de cinco años. Mantuvo el cargo hasta 2019

### Director del Centro Dramático Nacional
En los ocho años que dirigió el CDN, lanzó diversas iniciativas. En 2013, creó el festival inclusivo «Una mirada diferente», un festival internacional que ofrece espectáculos realizados por compañías teatrales profesionales que incorporan artistas con discapacidad. En paralelo al festival, cada temporada se desarrollan talleres y trabajos de investigación dirigidos a profesionales del mundo del teatro con discapacidad. La dirección artística del festival corre a cargo de Inés Enciso y Miguel Cuerdo.
En 2016 fue uno de los primeros directores de teatro que firmó la «Carta de Igualdad MH en las Artes Escénicas» promovida por la asociación Clásicas y Modernas. A fin de tender hacia la igualdad de género entre los profesionales y artistas que intervienen en las temporadas del CDN, se comprometió a que al menos el 40% de su programación fuera para las mujeres.
En 2017, con motivo del 150 aniversario del nacimiento de María Guerrero, impulsó la colocación de una placa conmemorativa en la fachada del teatro que lleva su nombre, sede del CDN, así como la celebración de una serie de actos en su honor.

#### Montajes teatrales
Desde que asumió la dirección del Centro Dramático Nacional, Ernesto Caballero ha dirigido los siguientes montajes, todos representados en cualquiera de sus dos sedes, el Teatro María Guerrero o el Teatro Valle-Inclán.
- Doña Perfecta (2012, reposición en 2013), adaptación teatral de Ernesto Caballero de la novela de Pérez Galdós
- Montenegro (2013), adaptación teatral de Ernesto Caballero de las tres obras que componen las Comedias bárbaras de Ramón María del Valle-Inclán
- Rinoceronte (2014), de Eugène Ionesco
- El laberinto mágico (2015, reposición en 2016), adaptación teatral de José Ramón Fernández de las 6 novelas que componen El laberinto mágico de Max Aub
- Oraciones a María Guerrero. Confedrama (2015), escrito y dirigido por Ernesto Caballero, se estrenó primero en la Biblioteca Nacional[12]
- Vida de Galileo (2016), de Bertolt Brecht
- Jardiel, un escritor de ida y vuelta, (2016-2017) una obra inspirada en Un marido de ida y vuelta de Jardiel Poncela
- Inconsolable (2017), de Javier Gomá
- La autora de las meninas (2017), escrita y dirigida por Ernesto Caballero, y protagonizada por Carmen Machi[13]
- El jardín de los cerezos (2019), de Chéjov
- Madre Coraje y sus hijos (2019), de Bertolt Brecht

Para San Sebastián capital europea de la Cultura 2016, y dentro de los actos conmemorativos del V centenario de la muerte de Cervantes, Ernesto Caballero creó y dirigió Tratos, una adaptación contemporánea de El trato de Argel de Miguel de Cervantes.
Su monólogo Reina Juana, estrenado en el Teatro de La Abadía en abril de 2016 por la actriz Concha Velasco con dirección escénica de Gerardo Vera, siguió de gira por España a lo largo del año hasta febrero de 2017.

### De 2020 en adelante
Nada más dejar la dirección del Centro Dramático Nacional, creó en enero de 2020 el Proyecto Astrea con la colaboración de la Fundación Juan March. Este proyecto se centra en la investigación y puesta en escena de las comedias mitológicas de Calderón de la Barca.
En octubre del mismo año estrenó en el Teatro Galileo de Madrid Teatro Urgente: En el lugar del otro, un espectáculo de cuatro obras cortas escritas por él y por Javier Gomá que unen teatro y filosofía.
Tras la pandemia de 2019-2021, Caballero estrenó en el Teatro Reina Victoria de Madrid una versión del Tartufo de Molière protagonizada por Pepe Viyuela.

## Premios y reconocimientos
- 1992: Premio José Luis Alonso de la Asociación de Directores de España (ADE), por su montaje de la obra Eco y Narciso
- 1994: Premio de la Crítica Teatral de Madrid por sus obras Auto y Rezagados[19]
- 2006: Premio Max a la mejor adaptación teatral por su adaptación de El señor Ibrahim y las flores del Corán
- 2006: Premio ADE de dirección por su montaje de Sainetes [20]

- 2015: Premio al Mejor Espectáculo en la gala anual de The Central Academy of Drama (ACAD), Pekín, China, por El laberinto mágico[21]
- 2017: Premio Valle-Inclán de Teatro por su dirección de El laberinto mágico[22]
- 2019: Caballero de la Orden de las Artes y las Letras por el ministerio de Cultura de Francia.[23]